# 周斯盛 (嘉靖進士)
周斯盛（？—？），字子才，號際巖，陝西慶陽府寧州人，民籍，明朝政治人物。

## 生平
陝西鄉試第五十一名舉人。嘉靖三十二年（1553年）中式癸丑科三甲第九十名進士。户部观政，授行人，三十五年六月考选，授四川道試御史，三十六年巡按山东，三十八年巡按浙江，四十年五月提调南直隶学校，四十一年二月升山西按察司副使。隆慶時降冀北道参议，再升副使。

## 家族
曾祖周謙，主簿 贈奉直大夫南京戶部員外郎；祖父周達，奉直大夫南京戶部員外郎；父周習吉，母劉氏。弟周斯美（举人）、斯隆（生员）、斯明、斯来、斯謀、斯未、斯猷、斯善、斯孝。